# Freixo de Espada à Cinta
Freixo de Espada à Cinta és un municipi portuguès, situat al districte de Bragança, a la regió del Nord i a la Subregió del Douro. L'any 2001 tenia 4.184 habitants. Es divideix en 6 freguesies. Limita al nord amb Mogadouro, a l'est i sud amb Vilvestre i Saucelle al sud-oest amb Figueira de Castelo Rodrigo i Vila Nova de Foz Côa, i a l'oest i nord-oest amb Torre de Moncorvo.
| Població del concelho de Freixo de Espada à Cinta (1801 – 2004) | Població del concelho de Freixo de Espada à Cinta (1801 – 2004) | Població del concelho de Freixo de Espada à Cinta (1801 – 2004) | Població del concelho de Freixo de Espada à Cinta (1801 – 2004) | Població del concelho de Freixo de Espada à Cinta (1801 – 2004) | Població del concelho de Freixo de Espada à Cinta (1801 – 2004) | Població del concelho de Freixo de Espada à Cinta (1801 – 2004) | Població del concelho de Freixo de Espada à Cinta (1801 – 2004) | Població del concelho de Freixo de Espada à Cinta (1801 – 2004) |
| --------------------------------------------------------------- | --------------------------------------------------------------- | --------------------------------------------------------------- | --------------------------------------------------------------- | --------------------------------------------------------------- | --------------------------------------------------------------- | --------------------------------------------------------------- | --------------------------------------------------------------- | --------------------------------------------------------------- |
| 1801                                                            | 1849                                                            | 1900                                                            | 1930                                                            | 1960                                                            | 1981                                                            | 1991                                                            | 2001                                                            | 2004                                                            |
| 3568                                                            | 4583                                                            | 6848                                                            | 7034                                                            | 7288                                                            | 5717                                                            | 4914                                                            | 4184                                                            | 4014                                                            |

## Freguesies
- Fornos
- Freixo de Espada à Cinta
- Lagoaça
- Ligares
- Mazouco
- Poiares